# Colonia Potrero Nuevo
Colonia Potrero Nuevo är en ort i Mexiko.   Den ligger i kommunen Monte Escobedo och delstaten Zacatecas, i den centrala delen av landet, 600 km nordväst om huvudstaden Mexico City. Colonia Potrero Nuevo ligger 2 166 meter över havet och antalet invånare är 117.
Terrängen runt Colonia Potrero Nuevo är kuperad västerut, men österut är den platt. Runt Colonia Potrero Nuevo är det mycket glesbefolkat, med 6 invånare per kvadratkilometer. Närmaste större samhälle är Monte Escobedo, 16,6 km söder om Colonia Potrero Nuevo. I omgivningarna runt Colonia Potrero Nuevo växer huvudsakligen savannskog.